# قائمة الرحلات الدولية التي أدلى بها سيرج ساركسيان

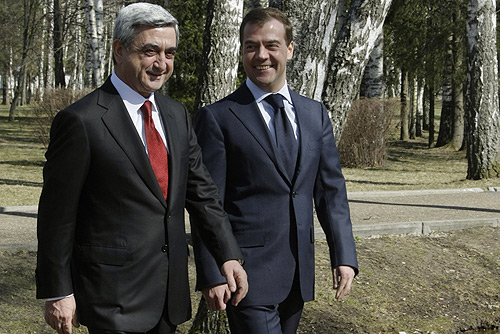
سركسيان مع ديمتري ميدفيديف في عام 2009.

هذه قائمة الرحلات الدولية التي قام بها سيرج ساركسيان، الرئيس الثالث لأرمينيا.

## 2008

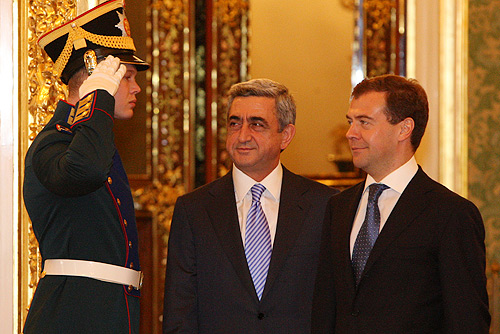
ديمتري ميدفيديف مع سركسيان في الكرملين.

| البلد            | المناطق التي تمت زيارتها | التاريخ              | ملاحظات                                                                                                  |
| ---------------- | ------------------------ | -------------------- | --- |
| روسيا            | سان بطرسبورج             | 5 يونيو - 7 يونيو    | شارك في قمة رؤساء دول رابطة الدول المستقلة في سانت بطرسبرغ.                                              |
| روسيا            | موسكو                    | June 23 - 25         | التقى بالرئيس ديمتري ميدفيديف.                                                                           |
| كزاخستان         | استانا                   | 5 و 6 يوليو          | شارك في مؤتمر قمة رؤساء الدول                                                                            |
| أوكرانيا         | يالطا                    | 28 و 29 يوليو        | حضر في الذكرى ال 650 لتأسيس دير الصليب المقدس الأرمني القديم.                                            |
| الصين            | بكين                     | 8 إلى 13 أغسطس       | حضر أولمبياد صيف 2008.                                                                                   |
| روسيا            | سوتشي                    | 2 سبتمبر             | زيارة عمل.                                                                                               |
| روسيا            | موسكو                    | 5 سبتمبر             | شاركت في الدورة العادية لرؤساء دول منظمة معاهدة الأمن الجماعي في موسكو.                                  |
| الولايات المتحده | مدينة نيويورك            | 24 سبتمبر            | شارك في الدورة الثالثة والستين للجمعية العامة للأمم المتحدة.                                             |
| جورجيا           | تبليسي                   | 30 سبتمبر - 1 أكتوبر | التقى بميخائيل ساكاشفيلي.                                                                                |
| قرغيزستان        | بيشكيك                   | 9 - 10 أكتوبر        | حضر مؤتمر قمة رؤساء دول الكومنولث ودورة المجلس الحكومي الدولي الجماعة الاقتصادية الأوروبية الأوروآسيوية. |
| روسيا            | موسكو                    | 2 نوفمبر             | اجتمع مع الرئيس الأذربيجاني الهام علييف.                                                                 |
| بلجيكا           | بروكسل                   | 4 إلى 6 نوفمبر       | زيارة عمل                                                                                                |
| فرنسا            | باريس                    | 6 نوفمبر             | زيارة عمل                                                                                                |
| بلغاريا          | صوفيا                    | من 10 إلى 11 ديسمبر  | اجتمع مع الرئيس البلغاري جورجي بورفانوف.                                                                 |
| كازاخستان        | استانا                   | من 19 إلى 21 ديسمبر  | حضر مؤتمر قمة رؤساء دول منظمة معاهدة الأمن الجماعي.                                                      |

## 2009

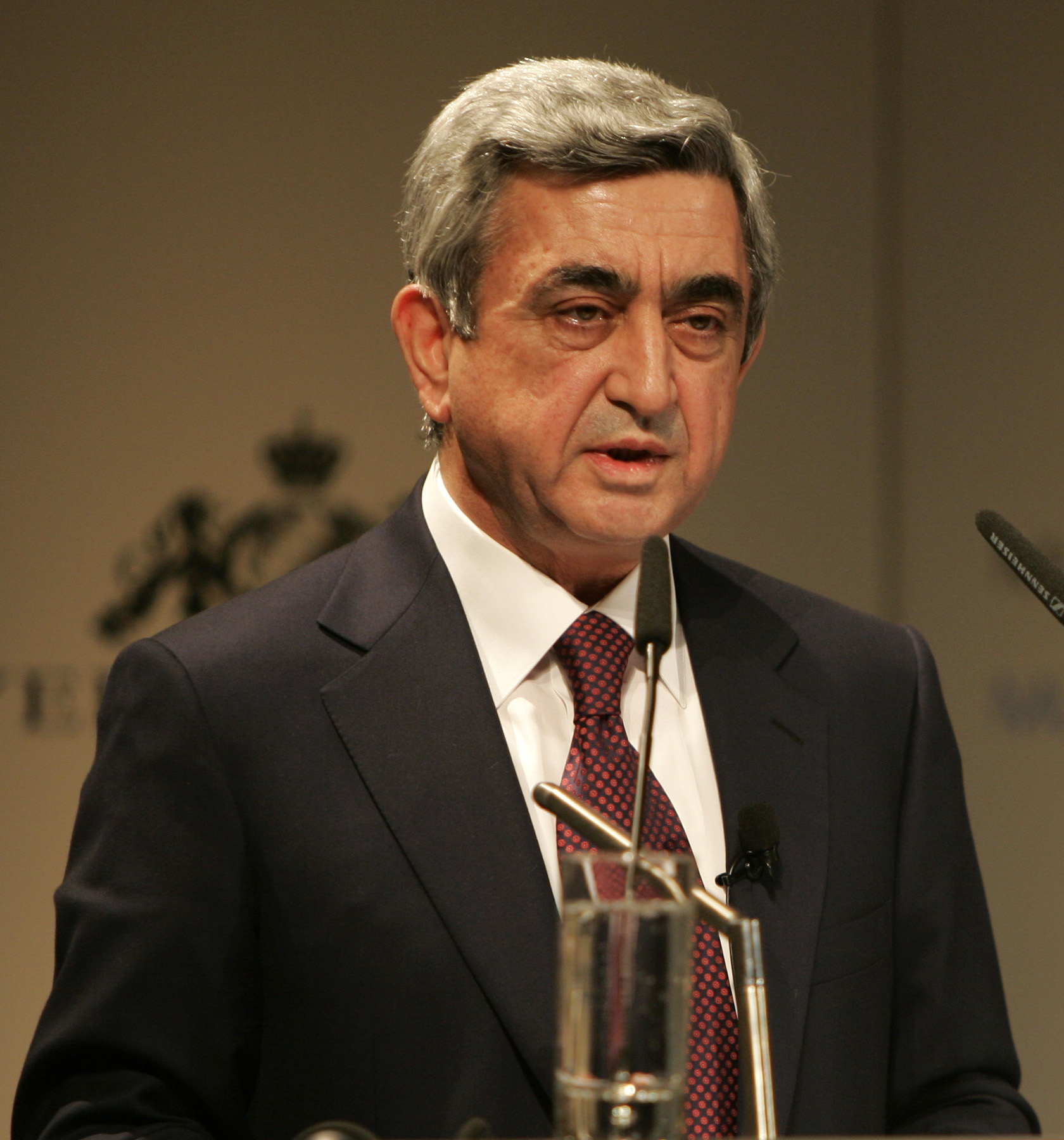
سركسيان يتحدث في مؤتمر ميونيخ 2009.

| البلد          | المناطق التي تم زيارتها | التاريخ             | ملاحظات |
| -------------- | ----------------------- | ------------------- | --- |
| روسيا          | موسكو                   | من 17 إلى 18 يناير  | شارك في قمة الغاز الدولية. |
| سويسرا         | زيوريخ                  | 28 يناير - 1 فبراير | زيارة عمل |
| روسيا          | موسكو                   | 4 فبراير            | زيارة العمل.تصديق مجلس منظمة معاهدة الأمن الجماعي (CSTO) |
| المانيا        | برلين                   | من 6 إلى 8 فبراير   | زيارة العمل. حضر المؤتمر الدولي الخامس والأربعين للأمن. |
| ايران          | طهران                   | من 13 إلى 14 أبريل  | زيارة للدولة. |
| ايران          | طهران                   | من 13 إلى 14 أبريل  | زيارة للدولة. |
| روسيا          | موسكو                   | 23 أبريل            | زيارة عمل. |
| جمهورية التشيك | براغ                    | 7-8 مايو            | زيارة العمل. حضر قمة الاتحاد الأوروبي الأولى للشراكة الشرقية. |
| روسيا          | سان بطرسبورج            | 4-6 يونيو           | أجرى مفاوضات مع رئيس أذربيجان إلهام علييف في فندق البلطيق نجمة في سانت بطرسبرغ. |
| روسيا          | موسكو                   | 14 يونيو            | شارك في الاجتماع الدوري لمجلس منظمة معاهدة الأمن الجماعي. |
| روسيا          | موسكو                   | 17 و 18 يونيو       | زيارة عمل. |
| قرغيزستان      | بيشكيك                  | 31 يوليو            | شارك في القمة غير الرسمية لمنظمة معاهدة الأمن الجماعي. |
| روسيا          | أورينبورغ               | من 2 إلى 3 أغسطس    | زيارة عمل. |
| كرواتيا        | زغرب                    | من 8 إلى 9 سبتمبر   | زيارة رسمية. |
| فرنسا          | باريس                   | 1-7 أكتوبر          | المحطة الأولى في جولته الأرمنية في أوروبا. التقى تشارلز أزنافور. |
| مولدوفا        | كيشيناو                 | من 8 إلى 9 أكتوبر   | زيارة العمل. حضر قمة رابطة الدول المستقلة. |
| روسيا          | موسكو                   | 12 أكتوبر           | زيارة عمل. |
| تركيا          | بورصة                   | من 14 إلى 15 أكتوبر | حضر مباراة لكرة القدم بين أرمينيا وتركيا. التقى مع عبد الله جول. ناقشوا تطبيع العلاقات الأرمنية التركية بدون شروط مسبقة.                                                             |
| كازاخستان      | استانا                  | من 15 إلى 16 أكتوبر | زيارة العمل. التحق بالمرحلة الأخيرة من تدريبات "التعاون 2009" العسكرية التي أجرتها قوة الرد السريع الجماعية التابعة لمنظمة معاهدة الأمن الجماعي في ميدان التدريب العسكري لماريبولاك. |
| روسيا          | موسكو                   | 24-25 أكتوبر        | زيارة عمل. |
| الكويت         | مدينة الكويت            | من 3 إلى 4 نوفمبر   | زيارة للدوله. |
| اليونان        | بودابست                 | من 8 إلى 10 نوفمبر  | زيارة للدولة. |
| روسيا          | كالينينغراد             | من 10 إلى 11 نوفمبر | زيارة عمل. |
| المانيا        | ميونيخ                  | 22-24 تشرين الثاني  | زيارة عمل. |
| روسيا البيضاء  | مينسك                   | 26-27 نوفمبر        | زيارة عمل. |
| كازاخستان      | ألماتي                  | من 18 إلى 21 ديسمبر | زيارة العمل، حضر قمة لرؤساء دول رابطة الدول المستقلة في مجمع ألماتي. |

## 2010
| البلد            | المناطق التي تمت زيارتها | التاريخ              | ملاحظات |
| ---------------- | ------------------------ | -------------------- | --- |
| اوكرانيا         | كييف                     | 25 فبراير            | زيارة العمل. حضر افتتاح فيكتور |
| جورجيا           | باتومي                   | 27-28 فبراير         | زيارة خاصة |
| فرنسا            | باريس                    | من 9 إلى 11 مارس     | زيارة رسمية. |
| سوريا            | دمشق                     | 22-24 آذار           | زيارة للدولة |
| الولايات المتحدة | موسكو                    | 11-13 أبريل          | زيارة عمل. |
| روسيا            | موسكو                    | من 20 إلى 21 أبريل   | زيارة العمل. التقى بالرئيس الروسي ديمتري ميدفيديف.                                                                                                 |
| الصين            | بكين                     | 29 أبريل - 3 مايو    | حضر افتتاح معرض شنغهاي - 2010. وقد حضر الافتتاح الرسمي للجناح الأرميني وكذلك قام بجولة في أجنحة الولايات المتحدة وروسيا والصين الممثلة في المعرض.  |

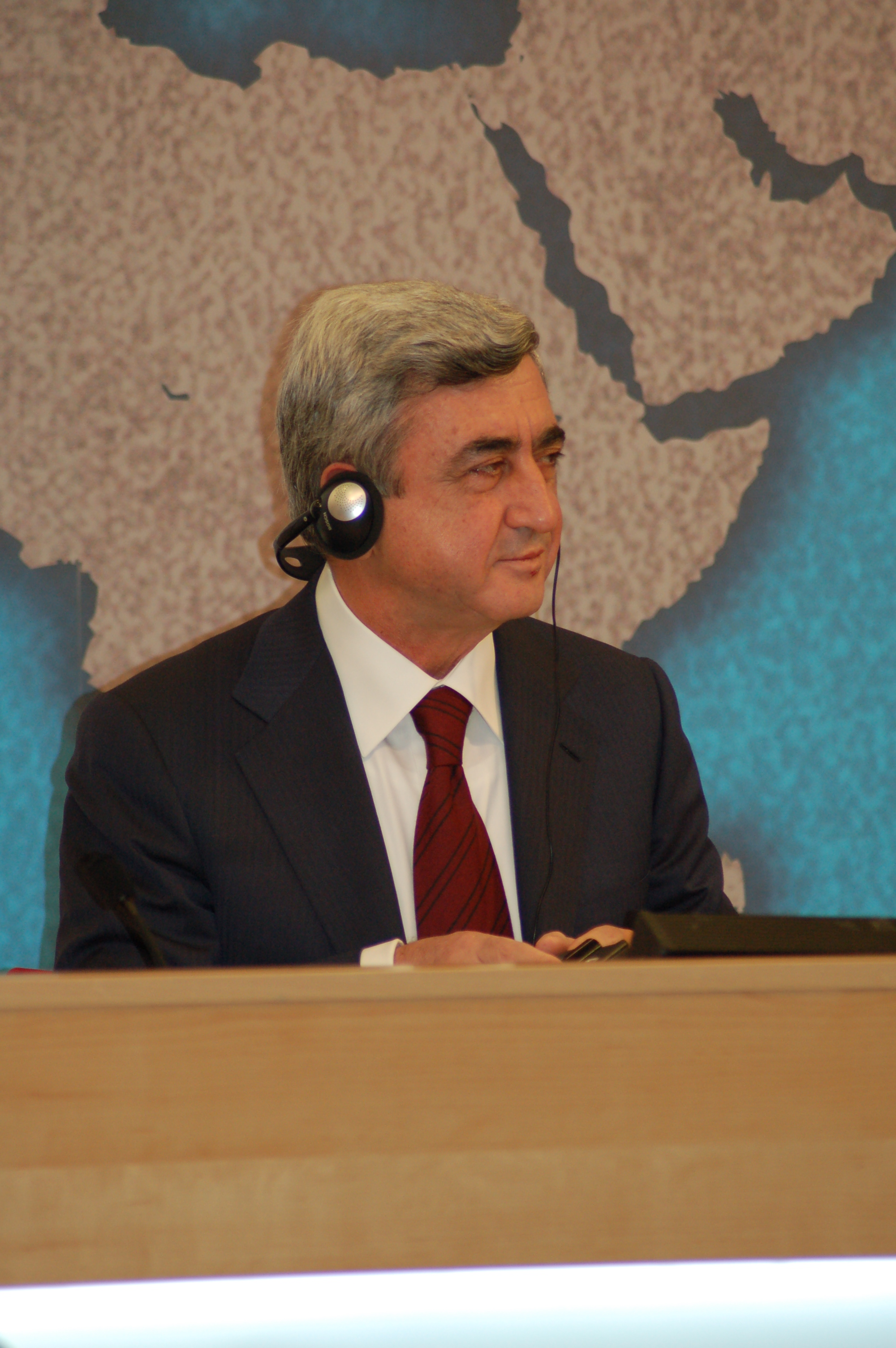
سركسيان في تشاتام هاوس في لندن.

| روسيا            | موسكو                    | 8 و 9 مايو           | زيارة العمل. شارك في الاحتفال بالذكرى الخامسة والستين لعيد النصر 9 مايو / أيار. لقد وضع إكليلا من الزهور على ضريح مارشال باجراميان الساحة الحمراء. |
| بلجيكا           | بروكسل                   | 25-27 مايو           | زيارة عمل |
| روسيا            | روستوف على نهر الدون     | 1 و 2 يونيو          | زيارة عمل |
| روسيا            | سان بطرسبورج             | من 17 إلى 19 يونيو   | شارك في قمة رؤساء دول رابطة الدول المستقلة في سانت بطرسبرغ.                                                                                        |
| المانيا          | بريلن                    | 21 و 23 يونيو        | اجتمع مع ممثلي المجتمع الأرمني الألماني. |
| كازاخستان        | استانا                   | من 4 إلى 6 يوليو     | حضر المجلس المشترك بين المجموعة الاقتصادية الأوروبية الآسيوية.                                                                                     |
| اوكرانيا         | يالطا                    | من 10 إلى 11 يوليو   | شارك في القمة غير الرسمية لرؤساء دول رابطة الدول المستقلة في ليفاديا                                                                               |
| روسيا            | الأستراخان               | 10 أغسطس             | زيارة عمل. |
| روسيا            | موسكو                    | 16-18 نوفمبر         | زيارة عمل. |
| تركمانستان       | عشق أباد                 | من 24 إلى 25 نوفمبر  | زيارة عمل |
| كازاخستان        | استانا                   | 30 نوفمبر - 2 ديسمبر | شارك في القمة السابعة لمنظمة الأمن والتعاون في أوروبا. قابل رئيس سلوفينيا دانيلو تورك.                                                             |
| روسيا            | موسكو                    | من 9 إلى 10 ديسمبر   | زيارة عمل |

## 2011

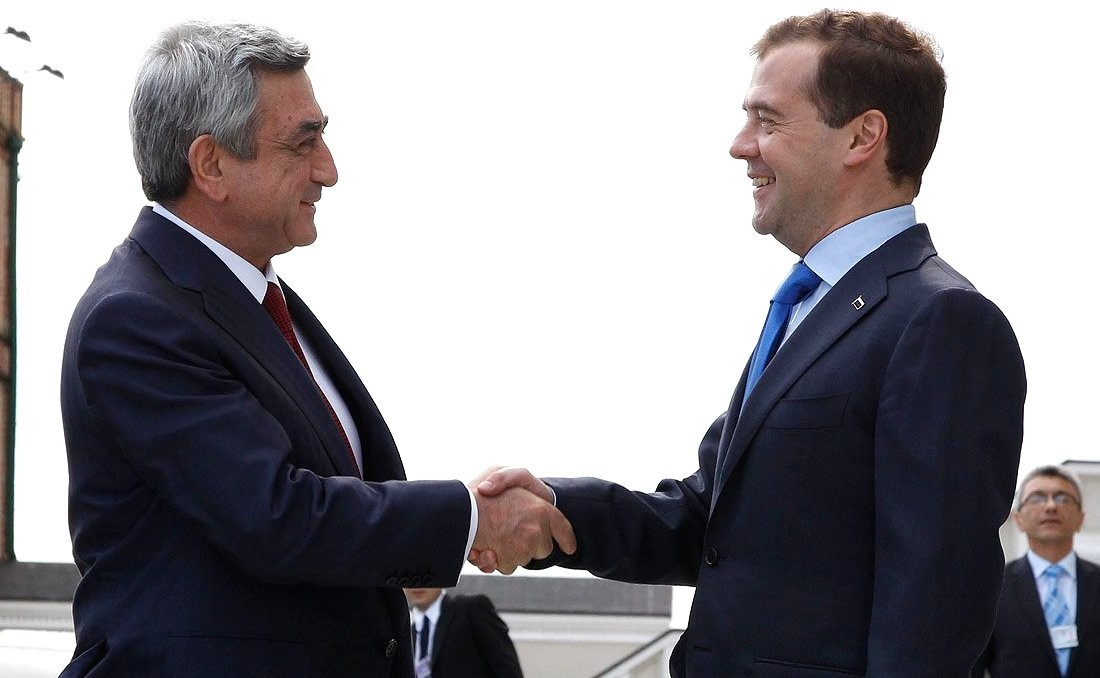
سركسيان مع ديمتري ميدفيديف في تتارستان.

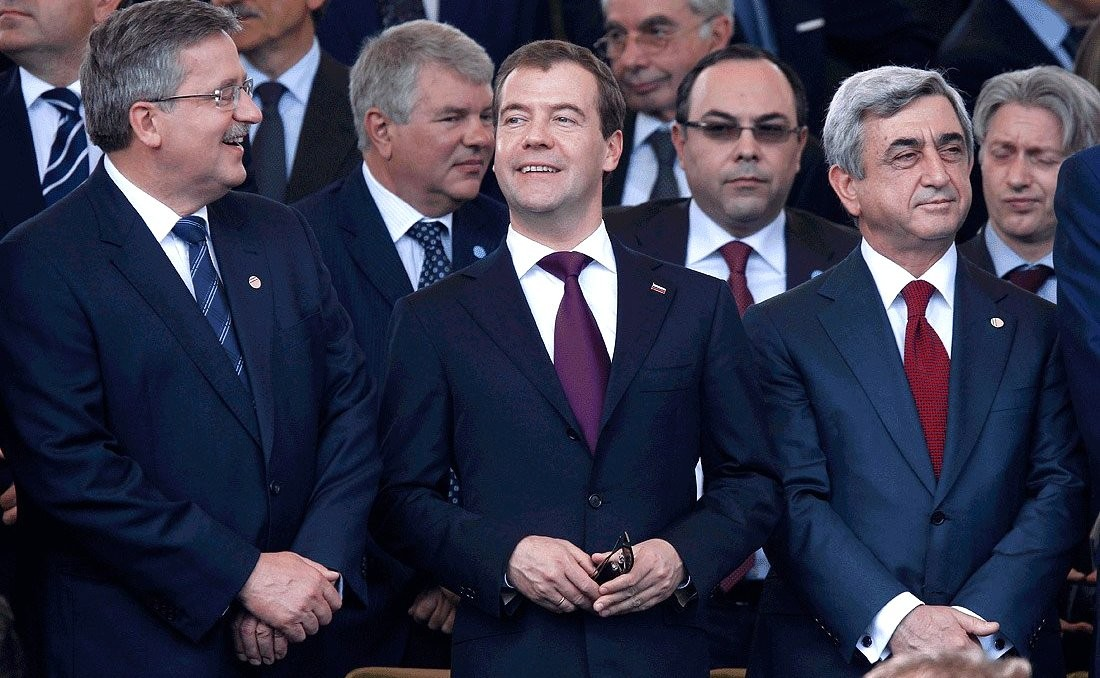
سركسيان مع ديمتري ميدفيديف و برونيسلاف كوموروفسكي.

| البلد            | المناطق التي تمت زيارتها | التاريخ             | ملاحظات                                                                                              |
| ---------------- | ------------------------ | ------------------- | --- |
| قبرص             | نيقوسيا                  | من 17 إلى 18 يناير  | زيارة للدولة.                                                                                        |
| اليونان          | أثينا                    | 18 - 20 يناير       | زيارة عمل                                                                                            |
| المانيا          | ميونيخ                   | 4-5 فبراير          | زيارة العمل. شارك في مؤتمر سياسة الأمن.                                                              |
| روسيا            | سان بطرسبورج             | 25 فبراير           | زيارة عمل                                                                                            |
| روسيا            | سوتشي                    | 5 مارس              | زيارة العمل. وحضر اجتماعًا ثلاثيًا في سوتشي مع رئيس روسيا ديمتري ميدفيديف، ورئيس أذربيجان إلهام علييف. |
| لاتفيا           | ريغا                     | من 9 إلى 10 مارس    | زيارة رسمية.                                                                                         |
| ايران            | طهران                    | 27 مارس             | زيارة عمل                                                                                            |
| صربيا            | بلغراد                   | من 4 إلى 5 أبريل    | زيارة رسمية                                                                                          |
| سلوفينيا         | ليوبليانا                | من 13 إلى 14 أبريل  | زيارة رسمية                                                                                          |
| سويسرا           | جنيف                     | 2-3 مايو            | زيارة عمل                                                                                            |
| ايطاليا          | روما                     | من 1 إلى 3 يونيو    | زيارة العمل. حضر استعراض عسكري وحفلة موسيقية مخصصة للاحتفال بمرور 150 عامًا على توحيد إيطاليا.        |
| فرنسا            | ستراسبورغ                | 21 و 21 يونيو       | زيارة العمل.                                                                                         |
| روسيا            | كازان                    | 24 إلى 25 يونيو     | زيارة رسمية. حضر الاجتماع الثلاثي لرؤساء أرمينيا وروسيا وأذربيجان.                                   |
| أوكرانيا         | كييف                     | زيارة رسمية         | |
| قبرص             | نيقوسيا                  | 11 أغسطس            | زيارة رسمية                                                                                          |
| كازاخستان        | استانا                   | 12 أغسطس            | زيارة العمل                                                                                          |
| طاجيكستان        | دوشانبي                  | 2-3 سبتمبر          | شارك في قمة الذكرى العشرين لرابطة الدول المستقلة. التقى مع إيمومالي رحمون.                           |
| الولايات المتحدة | جزيرة إليس               | 22 و 26 سبتمبر      | زيارة عمل                                                                                            |
| فرنسا            | باريس                    | من 27 إلى 29 سبتمبر | زيارة عمل                                                                                            |
| بولندا           | وارسو                    | 29 - 30 سبتمبر      | زيارة عمل                                                                                            |
| روسيا            | موسكو                    | 23-25 أكتوبر        | زيارة عمل                                                                                            |
| جورجيا           | تبليسي                   | 29 - 29 نوفمبر      | زيارة رسمية                                                                                          |
| فرنسا            | مرسيليا                  | 7 ديسمبر            | زيارة العمل                                                                                          |
| ايطاليا          | روما                     | 12 ديسمبر           | زيارة عمل                                                                                            |
| مدينة الفاتيكان  | مدينة الفاتيكان          | 12 ديسمبر           | زيارة رسمية.                                                                                         |
| روسيا            | موسكو                    | من 19 إلى 20 ديسمبر | زيارة عمل                                                                                            |

## 2012
| البلد           | المناطق التي تمت زيارتها | التاريخ             | ملاحظات                                                                                  |
| --------------- | ------------------------ | ------------------- | ---------------------------------------------------------------------------------------- |
| روسيا           | سوتشي                    | 23 يناير            | زيارة عمل                                                                                |
| بلجيكا          | بروكسل                   | من 3 إلى 5 مارس     | زيارة عمل                                                                                |
| روسيا           | موسكو                    | 19-20 مارس          | زيارة عمل                                                                                |
| كوريا الجنوبية  | سيول                     | 25 و 27 مارس        | زيارة عمل.                                                                               |
| سنغافورة        | سنغافورة                 | من 27 إلى 29 مارس   | زيارة عمل                                                                                |
| روسيا           | موسكو                    | 15-16 مايو          | زيارة للدولة.                                                                            |
| اليابان         | طوكيو                    | 5-7 يونيو           | زيارة للدولة                                                                             |
| فيتنام          | هانوي                    | 8 يونيو             | زيارة للدولة                                                                             |
| بلجيكا          | بروكسل                   | 27 و 28 يونيو       | زيارة عمل                                                                                |
| اوكرانيا        | كييف                     | 1-2 يوليو           | زيارة عمل                                                                                |
| المملكة المتحدة | لندن                     | 27 - 31 يونيو       | زيارة العمل. حضر سركسيان حفل افتتاح دورة الألعاب الاولمبية 2012.                         |
| روسيا           | موسكو                    | من 7 إلى 8 أغسطس    | زيارة عمل                                                                                |
| رومانيا         | بوخارست                  | من 17 إلى 18 أكتوبر | زيارة عمل                                                                                |
| فرنسا           | باريس                    | 14 و 11 نوفمبر      | زيارة عمل.                                                                               |
| لبنان           | بيروت                    | 26-28 نوفمبر        | زيارة للدولة التقى ميشال سليمان.                                                         |

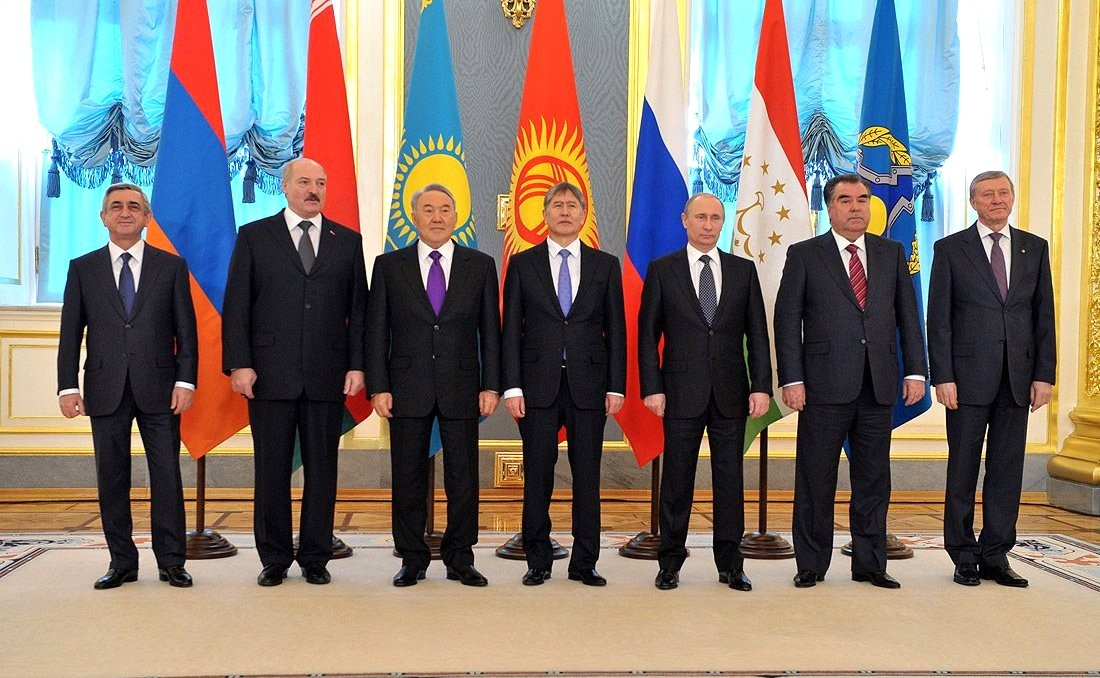
سركسيان في اجتماع CSTO في موسكو

| تركمانستان      | عشق أباد                 | 4 و 5 ديسمبر        | التقى مع قربانقلي وفلاديمير بوتين. حضر مجلس رؤساء الدول الأعضاء في رابطة الدول المستقلة. |
| روسيا           | موسكو                    | من 18 إلى 20 ديسمبر | زيارة عمل                                                                                |

## 2013

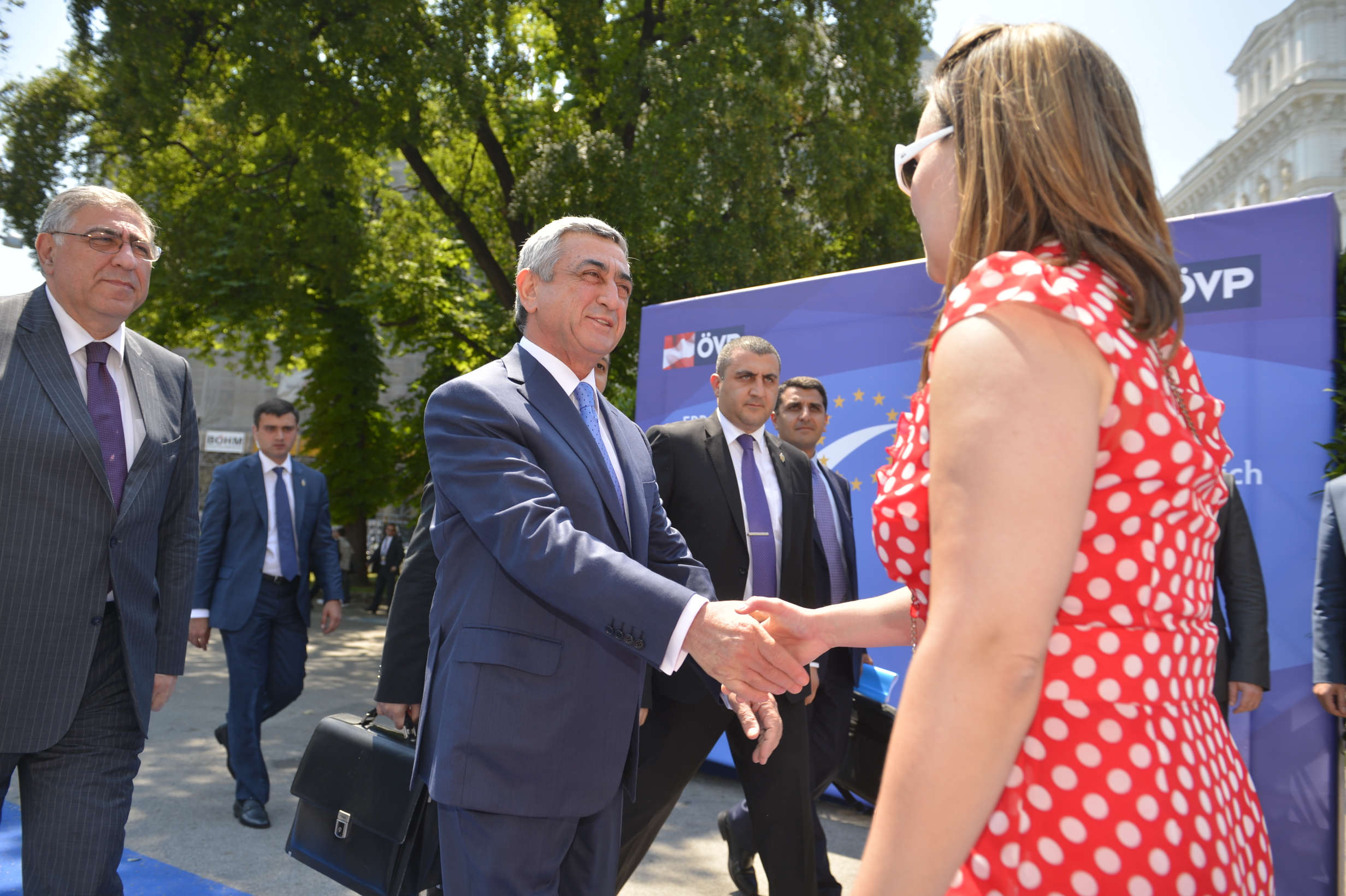
سركسيان في فيينا.

| البلد           | المناطق التي تمت زيارتها | التاريخ              | ملاحظات                                         |
| --------------- | ------------------------ | -------------------- | ----------------------------------------------- |
| روسيا           | موسكو                    | من 11 إلى 12 مارس    | زيارة عمل                                       |
| بلجيكا          | بروكسل                   | 14 مارس              | زيارة عمل                                       |
| مدينة الفاتيكان | مدينة الفاتيكان          | من 18 إلى 19 مارس    | زيارة رسمية. حضر حفل تنصيب البابا فرانسيس.      |
| النمسا          | فيينا                    | 20 يونيو             | زيارة عمل.                                      |
| بولندا          | وارسو                    | 24 و 26 يونيو        | زيارة للدولة.                                   |
| مولدوفا         | كيشينا                   | 11 يوليو             | زيارة للدولة.                                   |
| ايران           | طهران                    | 4 و 5 أغسطس          | حضر حفل تدشين حسن روحاني.                       |
| روسيا           | موسكو                    | 3 سبتمبر             | زيارة عمل.                                      |
| روسيا           | موسكو                    | من 16 إلى 18 سبتمبر  | زيارة عمل                                       |
| روسيا           | سوتشي                    | 23 سبتمبر            | زيارة عمل                                       |
| فرنسا           | باريس                    | 30 سبتمبر - 2 أكتوبر | زيارة عمل.                                      |
| روسيا البيضاء   | مينسك                    | 24-25 أكتوبر         | حضر جلسة مقررة الجماعة الاقتصادية الأوروآسيوية. |
| النمسا          | فيينا                    | 18-19 نوفمبر         | زيارة عمل.                                      |
| ليتوانيا        | فيلنيوس                  | 28 إلى 29 نوفمبر     | زيارة عمل.                                      |
| روسيا           | موسكو                    | 23 و 24 ديسمبر       | زيارة عمل                                       |

## 2014

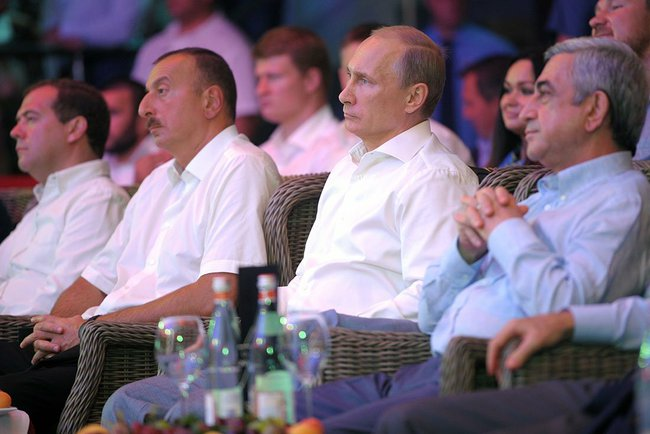
سركسيان مع فلاديمير بوتين و إلهام علييف.

| البلد            | المناطق التي تمت زيارتها | التاريخ             | ملاحظات                                                                        |
| ---------------- | ------------------------ | ------------------- | ------------------------------------------------------------------------------ |
| جمهورية التشيك   | براغ                     | 29-30 يناير         | زيارة للدولة.                                                                  |
| أيرلندا          | دبلن                     | 6-7 مارس            | زيارة عمل.                                                                     |
| هولندا           | أمستردام                 | 23-25 مارس          | اجتمع بالرؤساء المشاركين لمجموعة مينسك التابعة لمنظمة الأمن والتعاون في أوروبا |
| تركمانستان       | عشق أباد                 | من 7 إلى 9 أبريل    | زيارة عمل.                                                                     |
| جمهورية التشيك   | براغ                     | من 24 إلى 25 أبريل  | زيارة عمل.                                                                     |
| روسيا            | موسكو                    | May 7-8             | زيارة العمل. شاهد تمارين CSTO في الكرملين.                                     |
| كازاخستان        | استانا                   | 28-29 مايو          | زيارة عمل.                                                                     |
| النمسا           | فيينا                    | من 10 إلى 12 يونيو  | زيارة رسمية.                                                                   |
| جورجيا           | تبليسي                   | 18 - 19 يونيو       | زيارة رسمية.                                                                   |
| الأرجنتين        | بوينس آيرس               | July 7-8            | زيارة رسمية.                                                                   |
| أوروغواي         | مونتيفيديو               | من 9 إلى 10 يوليو   | زيارة رسمية.                                                                   |
| تشيلي            | سانتياغو                 | 11-12 يوليو         | زيارة رسمية.                                                                   |
| روسيا            | سوتشي                    | من 8 إلى 10 أغسطس   | زيارة عمل.                                                                     |
| الولايات المتحدة | لندن                     | من 3-5 سبتمبر       | زيارة عمل.                                                                     |
| مدينة الفاتيكان  | مدينة الفاتيكان          | من 18 إلى 19 سبتمبر | زيارة رسمية.                                                                   |
| الولايات المتحدة | مدينة نيويورك            | 23 و 27 سبتمبر      | زيارة العمل. حضر الدورة التاسعة والستين للجمعية العامة للأمم المتحدة.          |
| روسيا البيضاء    | مينسك                    | من 9 إلى 10 أكتوبر  | حضر جلسة مقررة لمجلس رؤساء دول رابطة الدول المستقلة.                           |
| فرنسا            | باريس                    | 26-28 أكتوبر        | زيارة عمل. اجتمع مع فرانسوا هولاند.                                            |
| الاردن           | عمان                     | 29-30 أكتوبر        | زيارة رسمية                                                                    |
| بلجيكا           | بروكسل                   | 18 ديسمبر           | زيارة عمل.                                                                     |

## 2018
| البلد           | المناطق التي تمت زيارتها | التاريخ          | ملاحظات                                              |
| --------------- | ------------------------ | ---------------- | ---------------------------------------------------- |
| فرنسا           | باريس                    | 22 و 24 يناير    | زيارة عمل. اجتمع مع رئيس مجلس الشيوخ جيرارد لاراتشر. |
| المانيا         | ميونيخ                   | 17-18 فبراير     | حضر مؤتمر ميونيخ الأمني.                             |
| المانيا         | برلين                    | من 9 إلى 10 مارس | حضر حفل افتتاح بطولة العالم للشطرنج.                 |
| ايطاليا         | روما                     | من 4 إلى 6 أبريل | زيارة رسمية                                          |
| مدينة الفاتيكان | مدينة الفاتيكان          | من 4 إلى 6 أبريل | زيارة رسمية.                                         |